# Freeport (Kansas)
Freeport é uma cidade localizada no estado americano de Kansas, no Condado de Harper.

## Demografia
Segundo o censo americano de 2000, a sua população era de 6 habitantes.
Em 2006, foi estimada uma população de 7, um aumento de 1 (16.7%).

## Geografia
De acordo com o United States Census Bureau tem uma área de
0,5 km², dos quais 0,5 km² cobertos por terra e 0,0 km² cobertos por água. Freeport localiza-se a aproximadamente 407 m acima do nível do mar.

## Localidades na vizinhança
O diagrama seguinte representa as localidades num raio de 20 km ao redor de Freeport.